# Isaac Sackey
Isaac Sackey (Berekum, 4 aprile 1994) è un calciatore ghanese, centrocampista svincolato.

## Carriera

### Nazionale
Ha esordito con la nazionale ghanese il 29 giugno 2017, nell'amichevole persa per 1-0 contro il Messico.

## Statistiche

### Presenze e reti nei club
Statistiche aggiornate al 3 settembre 2020.
| Stagione              | Squadra               | Campionato            | Campionato | Campionato | Coppe nazionali | Coppe nazionali | Coppe nazionali | Coppe continentali | Coppe continentali | Coppe continentali | Altre coppe | Altre coppe | Altre coppe | Totale | Totale |
| Stagione              | Squadra               | Comp                  | Pres       | Reti       | Comp            | Pres            | Reti            | Comp               | Pres               | Reti               | Comp        | Pres        | Reti        | Pres   | Reti   |
| --------------------- | --------------------- | --------------------- | ---------- | ---------- | --------------- | --------------- | --------------- | ------------------ | ------------------ | ------------------ | ----------- | ----------- | ----------- | ------ | ------ |
| 2012-2013             | Slovan Liberec        | 1L                    | 7          | 0          | MC              | 4               | 0               | -                  | -                  | -                  | -           | -           | -           | 11     | 0      |
| 2013-2014             | Slovan Liberec        | 1L                    | 23         | 2          | MC              | 1               | 0               | UEL                | 10                 | -                  | -           | -           | -           | 34     | 2      |
| 2014-2015             | Slovan Liberec        | 1L                    | 16         | 1          | MC              | 2               | 0               | UEL                | 4                  | 0                  | -           | -           | -           | 22     | 1      |
| 2015-2016             | Slovan Liberec        | 1L                    | 13         | 1          | MC              | 3               | 0               | UEL                | 5                  | 0                  | CS          | 0           | 0           | 21     | 1      |
| Totale Slovan Liberec | Totale Slovan Liberec | Totale Slovan Liberec | 59         | 4          |                 | 10              | 0               |                    | 19                 | 0                  |             | 0           | 0           | 88     | 4      |
| 2016-2017             | Alanyaspor            | SL                    | 23         | 2          | TK              | 0               | 0               | -                  | -                  | -                  | -           | -           | -           | 23     | 2      |
| 2017-2018             | Alanyaspor            | SL                    | 25         | 0          | TK              | 1               | 0               | -                  | -                  | -                  | -           | -           | -           | 26     | 0      |
| 2018-2019             | Alanyaspor            | SL                    | 21         | 0          | TK              | 2               | 0               | -                  | -                  | -                  | -           | -           | -           | 23     | 0      |
| Totale Alanyaspor     | Totale Alanyaspor     | Totale Alanyaspor     | 69         | 2          |                 | 3               | 0               |                    | -                  | -                  |             | -           | -           | 72     | 2      |
| 2019-2020             | Denizlispor           | SL                    | 20         | 0          | TK              | 4               | 0               | -                  | -                  | -                  | -           | -           | -           | 24     | 0      |
| 2020-2021             | Hatayspor             | SL                    | 0          | 0          | TK              | 0               | 0               | -                  | -                  | -                  | -           | -           | -           | 0      | 0      |
| Totale carriera       | Totale carriera       | Totale carriera       | 148        | 6          |                 | 17              | 0               |                    | 19                 | 0                  |             | -           | -           | 184    | 6      |

### Cronologia presenze e reti in nazionale
| Cronologia completa delle presenze e delle reti in nazionale ― Ghana | Cronologia completa delle presenze e delle reti in nazionale ― Ghana | Cronologia completa delle presenze e delle reti in nazionale ― Ghana | Cronologia completa delle presenze e delle reti in nazionale ― Ghana | Cronologia completa delle presenze e delle reti in nazionale ― Ghana | Cronologia completa delle presenze e delle reti in nazionale ― Ghana | Cronologia completa delle presenze e delle reti in nazionale ― Ghana | Cronologia completa delle presenze e delle reti in nazionale ― Ghana |
| Data                                                                 | Città                                                                | In casa                                                              | Risultato                                                            | Ospiti                                                               | Competizione                                                         | Reti                                                                 | Note                                                                 |
| -------------------------------------------------------------------- | -------------------------------------------------------------------- | -------------------------------------------------------------------- | -------------------------------------------------------------------- | -------------------------------------------------------------------- | -------------------------------------------------------------------- | -------------------------------------------------------------------- | -------------------------------------------------------------------- |
| 28-6-2017                                                            | Houston                                                              | Messico                                                              | 1 – 0                                                                | Ghana                                                                | Amichevole                                                           | -                                                                    | 55’                                                                  |
| 1-7-2017                                                             | East Rutherford                                                      | Stati Uniti                                                          | 2 – 1                                                                | Ghana                                                                | Amichevole                                                           | -                                                                    | 30’ 61’                                                              |
| 30-5-2018                                                            | Yokohama                                                             | Giappone                                                             | 0 – 2                                                                | Ghana                                                                | Amichevole                                                           | -                                                                    | 71’                                                                  |
| 7-6-2018                                                             | Reykjavík                                                            | Islanda                                                              | 2 – 2                                                                | Ghana                                                                | Amichevole                                                           | -                                                                    | 46’                                                                  |
| Totale                                                               |                                                                      | Presenze                                                             | 4                                                                    |                                                                      | Reti                                                                 | 0                                                                    |                                                                      |

## Palmarès

### Club

#### Competizioni nazionali
- Coppa della Repubblica Ceca: 1

Slovan Liberec: 2014-2015